# Kelvin Davis (boxe anglaise)
Pour les articles homonymes, voir Kelvin Davis.
Kelvin Davis est un boxeur américain né le 26 mai 1996 à Natchez, Mississippi.

## Carrière
Il remporte le titre de champion du monde des lourds-légers IBF laissé vacant par James Toney en battant Ezra Sellers le 1er mai 2004 par arrêt de l'arbitre à la 8e reprise. Dépossédé de sa ceinture pour ne pas avoir combattu dans le délai imparti, il perd deux combats en 2005 contre Guillermo Jones et Steve Cunningham qui marquent le tournant de sa carrière. Malgré trois victoires face à des adversaires limités, il enchaine une série de 7 défaites en 8 combats entre 2007 et 2009.